# キルミーベイベー
『キルミーベイベー』は、カヅホによる日本の4コマ漫画作品。併記されている英語タイトルは「Baby, please kill me.」。芳文社の月刊雑誌『まんがタイムきららキャラット』2008年1月号で初めてフレッシュゲストとして掲載された後、同年7月号から同誌にて連載されている。2021年3月時点で電子版を含めた累計発行部数は180万部程度を突破している。

## 概要
カヅホのデビュー作品。最初はデビュー作品の練習用プロットの1つであったが、そのままネームを仕上げたものが『まんがタイムきららキャラット』に読み切り作品として掲載されることとなり、「不定期連載」の状態が半年ほど続いたのち、正式連載となった。
カヅホいわく、「当初は『まんがタイムきららキャラット』に溶け込めるよう日常系漫画を目指していたが、何か変なことをしないと生き残れないと思って、思い切ってギャグ漫画にしたところ好評だったため、ギャグ路線の芸風になった」という。
2011年7月28日発売の『まんがタイムきららキャラット』同年9月号表紙でテレビアニメ化が発表され、2012年1月から同年3月まで一部TBS系列で放送された。

## あらすじ
ごく普通に学校に通う折部やすなとその友人で「殺し屋」の少女ソーニャ、同じく「殺し屋」で忍者の呉織あぎりを中心に繰り広げる、コミカルで少しバイオレンスな日常を描く。基本的に主人公のやすなとソーニャの掛け合いだけで話が展開される（筆者のカヅホは本作を「漫才コント漫画」と称している）。

## 登場人物
折部 やすな（おりべ やすな）
声 - 赤﨑千夏
本作の主人公。ソーニャの友人を自称する少女。茶髪のセミショートで外ハネ。テレビアニメ版では、序盤で「たぶん高校生」｢十中八九高校生｣「おおよそ高校生」などといい加減な自己紹介をしている。
一人称は「わたし」。ソーニャを「ソーニャちゃん」、あぎりを「あぎりさん」と呼び、彼女に限り礼儀正しくなる。テレビアニメでは「くそう、くそう……」が口癖という設定が追加されている。また、声音の変化が多いのも特徴である。
天然ボケ入りのおバカキャラ（原作初期では普通の少女として描写されていたが、後述の没キャラのボケ要素が吸収され、現在の設定となった）。ソーニャの正体を知りつつも物怖じせずにちょっかいを出し、何かと怒りを買っては手痛いツッコミを受けている。身体は人一倍頑丈で身のこなしも軽く、ソーニャのナイフを何度もかわしている。
ソーニャの本職を良く思っておらず、辞めるように説得したり、机に警告ポスターなどを大量に張りつけたり、仕事へ向かう邪魔をしたりするが、成功したことはほとんど無い。浪費癖があり、すぐテレビ番組などに影響されるので変わったものを衝動買い（そのためすぐ金欠に陥る）しては学校に持ち込んでいる。「ちくわ」と「ちくわぶ」という名の飼い犬がおり、気質も飼い主に似ている。
物語が進行するにつれて腹黒さも見せるようになり、ソーニャの弱みに付け込んで利用しようとしたり、ピンチの時は踏み台にして自分だけ助かろうとするなど、時折本当に友達になりたいのか疑わしい部分がある（ただし、そのすべてが失敗してソーニャから手痛い反撃を受けている）。また、ソーニャをからかう際には、幼稚だが手の込んだ引っかけでプライドを逆撫でするという手段も見せるようになった。
ソーニャ
声 - 田村睦心
とある組織に所属する殺し屋の少女。スラブ系のような外国人で、金髪碧眼。基本的に髪型は非常に長いツインテールにしている（単行本描き下ろしの番外編『ミルキーベイベー』『キル太郎』ではポニーテール）。ツインテールはバランスを取るために用いられ、たびたび骨が通っている描写がなされる。
普段は普通の学校生活を送っており、やすなのクラスメイト。だが、電話などで指令が下ると「仕事」に出る（「仕事」の様子は描写されないが、返り血がついているなどの間接的な描写はある）。学校ではやすなのイタズラや暴走に巻き込まれて迷惑を被ることが日常で、彼女には容赦なく一撃を入れる。
殺し屋としての素養は非常に高く、それゆえか性格は淡白。クールを装っているが、実は激情的でやすなに対するツッコミは容赦がない。その一方、お化けや動物（特にイヌ）、虫（特にゴキブリ）などが苦手という少女らしい一面もある。初期は背後に人の気配を感じると反射的に手を出す悪癖があったが、気配判別能力を高めることで克服した。服の下は常に武装しており、特にナイフを大量に携行している。また、個人的な外出時も学校の制服で行動している。占いや呪いなどの非科学的なことは信じないが、それでも自分が呪いをかけられているような場面は、嫌がっている。
原作ではやすなに対してまったく容赦がなく、怒ると拳打やナイフなどで激しいツッコミを繰り出す（ただし、ナイフでの攻撃はすべて避けられる）。また、自分が助かるために犠牲にしたり見捨てようとする描写がよく出てくる（ただし、これに関してはやすなも同じなのでお互い様である）。テレビアニメ版ではややマイルドな性格になっており、やすなを友達と認めていることをうかがわせるアニメオリジナルのシーンが多く登場した。アプリゲーム『きららファンタジア』でもやすなやあぎり以外のキャラと親しく会話している描写がある。
手刀でビンを軽く切れる腕前を持つ（本人曰く「仕事の練習」）が、腕力自体は実はペットボトルのキャップを開けられないほど非力である。好物は焼きそばパン。
呉織 あぎり（ごしき あぎり）
声 - 高部あい（テレビアニメ）/ 篠田みなみ（きららファンタジア）
ソーニャと同じ暗殺組織に属する殺し屋の忍者。黒紫のロングヘア。瞳の色は赤紫だが、普段は目をちゃんと開けていない（糸目）ことが多い。やすなやソーニャよりも長身。
神出鬼没で掴みどころがないが、おっとりした性格で、どこか間の抜けたところもある。何らかの「仕事」でやすなたちの学校に転校しており、元・忍者同好会の部室である空き教室によく潜んでいる。忍術とは到底言えない胡散臭い技ばかり繰り出してソーニャたちを惑わせるが、危機から逃れる時などに本物の忍術らしきものを使うことがある（手裏剣・苦無・変わり身の術など）。自宅は忍者屋敷になっており、多数のカラクリが仕込まれている。「何かお困りのようですね〜」と言いながら登場することが多い。
テーマパーク等を経営している忍者仲間がおり、度々やすなとソーニャをそこに誘うのだがそのどれもが（主に安全性に）大問題を抱えており、2人がまともに最後まで遊べた試しがない。
テレビアニメ版では、非常にのんびりとした口調で台詞を話し、語尾が伸びることが多い。この特徴は、後の漫画版に逆輸入された。インチキな巻物をやすなに売りつけようとしたり、テレビアニメ版では迷い犬を見つけた謝礼を受け取ったりと金欲の強い性格。
没キャラ（ぼつキャラ）
声 - 釘宮理恵
赤毛緑眼の少女。髪型は三つ編みポニーテールで、アホ毛が2本生えている。名前の示す通り本作掲載前に没となったキャラであり、正式名称は設定されていない。
「やすなたちと同じ学校に通うが、その実態はソーニャの組織に敵対する殺し屋で、彼女とはライバル関係にある」などという設定を持ったメインのボケ要員として構想されていたが、諸般の事情で登場は取り下げられ、ボケ要員としてのキャラクター性はやすなへ吸収されることとなった。原作本編では一切登場しないが、単行本描き下ろしの番外編には数回登場している。
テレビアニメ版では、セミレギュラーとして第3話から登場。自身が没キャラであることを自覚しており、出番を求めてやすなたちへの接触を試みる（初登場時には、自分と違って出番の多いやすなとソーニャを敵視していた）が、登場するたびに行き違いとなってしまい、実際に相対することはなかった。また、脚本案の段階では没キャラがメインの回もあったが、やりすぎると「没キャラ」ではなく「採用キャラ」になってしまうため、この案はお蔵入りになった。
敵対組織の刺客たち
ソーニャと敵対する組織の殺し屋。毎回違う人物がソーニャの命を狙ってくる。やすなやあぎりに化けるなど搦め手を用いるが、やすなから「刺客ってみんなアホみたい」と言われるほどボケが酷すぎて毎回失敗している。
ヒットマン
声 - チョー
ナイフ投げを得意とする長身の男性。目出し帽で素顔を隠し、スーツを着ている。やすなごとソーニャを殺そうとするが、現れたあぎりにあっさりと捕まり、ロープでぐるぐる巻きにされ、ロッカーに放り込まれてしまった。
偽やすな
声 - 赤﨑千夏、チョー
やすなに化けてソーニャを殺しに来た殺し屋二人組。テレビアニメ版では、片方は本物と同じ声で、もう片方はそれより高い声と区別されている。最終的には本物のやすなが現れてどれが本物かわからなくなってしまい、「別に本物を殴っても困らない」と開き直ったソーニャに全員殴り倒される（本物だけは頑丈なので気絶しなかった）。
13巻で再登場したが上記とは別人。自分はより本物に化けたと語るが目のデザインがおかしく、偽あぎりには一目で見抜かれた。ただし頭の悪さは本物に引けを取らない。
本物のやすなとけん玉で勝負するがあっさりと敗北した。
偽あぎり
声 - 高部あい
変装が下手な刺客。どう見てもあぎりに似てないうえに忍法も使えないドジだが、本物のあぎりが偽物に化けたことで周りが困惑し、調子づいて襲いかかったところをやすなとソーニャに袋叩きにされ、あぎりの変わり身の術（この場合は姿形を似せるだけでなく、痛覚などの相手が持つ感覚を自分に移した状態）で偽物にダメージが伝わり自爆、捕まる。
OVA版にも登場している。
13巻で再登場。偽ソーニャと新たな偽やすなと共謀して本物たちを狙おうとしたが、あぎりとソーニャのコンビにあっさりと敗北した。
ザ・ツチノコ
声 - チョー
迷彩服とマスクで素顔を隠した大柄な男性。殺し屋としては割とまともな方で、両手から飛び出す鉤爪を武器にしている。ツチノコ探し中のやすなとソーニャに遭遇し、「いろいろムカついたから先に殺す」とやすなに襲いかかるが、彼女のツチノコ捕獲用のトラップに偶然ハマってしまい、動けなくなった隙を突かれてソーニャに倒される。
爆弾を仕掛けた刺客
ソーニャの身近な物に爆弾を仕掛け、爆殺を目論んだ刺客。容姿は黒い人影で最後まで不明であるが、芝居がかかった台詞など妙なこだわりを持つ。「アホそうなやつ」（やすな）の財布に爆弾を仕掛けており、もう逃げられないというタイミングでソーニャにそのことを告げて勝ち誇り、校門から様子をうかがう。しかし、やすなが校門に財布を落としていたため、自分が爆弾で吹っ飛ばされた。
デスコタツ
コタツに化けた刺客。油断して入ってきた相手を仕留める戦法を用いる。テーブルは特殊合金製で、ナイフやクナイも弾き返す。完璧な擬態でやすなとソーニャをあざむくが、ついうっかり眠ったために失敗する。その後はノコギリを武器に襲いかかるが、あぎりが投げた財布を拾いに行き、仕掛けてあった爆弾で吹っ飛んで敗北する。
デビルオクトパス
池にソーニャを引きずり込み、勝負を仕掛けた刺客。スクーバダイビング用のスウェットスーツを着て、銛を武器にしている。待ち時間が長かったうえ、やすなとソーニャのボケにつき合っていたために酸素ボンベが空になり、自滅する。ただし、最後にやすなが毒ガスの罠にかかったことで、ソーニャも巻き込まれている。
ファントム・ガス
痺れガスや催眠ガスなどを扱う自称ガスのプロ。しかし、マスクが故障していたために自分も巻き添えになり、最後の手段として睡眠ガスを撒いてソーニャたちを巻き込む。しかし自らも熟睡してしまったため、先に目を覚ましたソーニャに縛り上げられる。その後、やすなが金目の物を持ってないか漁ったことでガスが撒き散らされ、2人そろって気絶してしまう。
人形使い
糸繰り人形を使ってソーニャとやすなを殺そうとした刺客。自分以外の人物が持っていると爆発する仕掛けが施された人形を武器にしている。人形そのものを操作して攻撃に用いるが、人形を振り回して武器にしたり、自分で攻撃したりもする。ソーニャに人形を動かす糸を切られたものの、糸を切られた時の手段として人形をパペットガン（火炎放射）に変形させてソーニャを倒そうとするが、パペットガンから放たれた火炎放射が切られた糸に引火し、自滅する。その後、やすながマニアに高額で売るために人形を拾ったことで仕掛けが作動し、2人そろって爆発に巻き込まれてしまう。
コブラキング
蛇使いを自称する刺客。やすなを受講無料（実は有料）という嘘のチラシで誘き出し、居合わせたソーニャに襲い掛かる。蛇使いを名乗っているが腕前はかなり怪しいもので、蛇に噛まれたせいで頭部を包帯で覆っているという有様。しかも攻撃には蛇を使わず、拳を使ったり吹き矢を使ったりする。最後は噛まれれば石化するという毒を持った蛇でやすなを石化させるが、それをソーニャに逆手に取られ、石化したやすなを投げつけられて敗北した。その後、自分用に用意していた解毒剤をソーニャに回収され、やすなの石化は解かれた。
ヘヴィーメタルスネーク
コミックスの描き下ろしに登場した刺客。当初はマジシャンに化けていた。上記のコブラキングの弟子に当たる。両親を失い殺されかけていたところを師に救われ、その恩から仇討ちにやって来た。師匠とは違って蛇を攻撃に用いるほか、ボディプレスによる攻撃を得意とする。設定から攻撃まで「重い」のが特徴。ギターに擬態した笛で蛇を操っていたが、やすなが持ち出そうとするのを見咎めてボディプレスを仕掛けた結果、ギターを壊してしまう。そこで音色ではなく言葉で巨大な蛇を操ってけしかけようとしたが、愛情の強さから身体にぐるぐると巻きつかれ、締め上げられて全身の骨を折れて自滅した。
偽ソーニャ
ソーニャの偽物。外見は似ているが顔がまったく違う。わざわざターゲットそっくりに化けた理由は特に考えていないようで「油断させるためとか……？」と述べている。やすな曰く「頭の悪さは本物と似ている」。
後述の「キリングキックパンチャー」とコンビを組んでソーニャ・やすなの両名に挑む。しかし相棒がバカだったため見分けが付かず、ソーニャに騙されて自分が相棒にK.O.されてしまった。
13巻で再登場。偽あぎりと新たな偽やすなと共謀して本物たちを始末しようとしたが「ソーニャを狙え！」と言ったことで仲間たちに自分が袋叩きにされ失神した。
キリングキックパンチャー
頭部と両手両足にボクシンググローブを装着した刺客。キリングボクシング拳という（自称）暗殺拳の使い手。このようなスタイルになった理由は「パンチが二発より四発の方が強い」から（欠点は歩きにくいこと）。接近戦では頭突きを用い、武器を持つ相手には「ボクサーソード（剣の先端にグローブを付けている）」という武器を使う。全然ボクサーらしくないのでソーニャには呆れられていたが、いずれの攻撃もダメージを与えるという点においては成功している。
偽ソーニャとコンビを組んでソーニャを始末しようとするが、偽物と本物の見分けがつかないほどのバカだった。ソーニャにそれを逆手に取られ、偽物を本物（標的）と思い込まされK.O.してしまう。動揺した隙をやすなに突かれ、鉄パイプで後頭部を強打されて自身もK.O.された。
ナイトメアテイパー
バクの着ぐるみを着た刺客。安眠装置で熟睡できる「脳カフェ」というお店を開いてソーニャ、やすなを誘き出し、自分たちの意識を夢の世界へと繋げてから勝負を挑む。夢の中では物体を自由に具現化させることができ、なおかつ肉体も強化できるため優位に立つ。最後は悪魔や死神を思わせる化け物のような顔を表して襲い掛かるが、もっとおぞましい化け物に変身したやすなに圧倒され文字通り悪夢を味わわされる。たまらず装置を解除するも、現実世界にてあっさりと取り押さえられてしまった。
マグネティコン
13巻に登場。磁力使いの刺客。当初は磁石愛好家を名乗っていたがやすなをマグネティックパンチ（磁石で殴るだけ）で気絶させてから正体を現した。
ナイフ使いのソーニャとか相性が悪く、ナイフを受け止め損なって身体に刺さったり、ナイフを投げ返してまたもや自分に刺さったりしてしまった。
やすなを磁力で動かして武器にすることで形成逆転するも、やすなが持っていた金運を引き寄せる磁石に気を取られたところ、ソーニャのキックで気絶。捕縛された。
エトセトラボーイ&エトセトラガール
声 - チョー（エトセトラボーイ）、新井里美（エトセトラガール）
テレビアニメ版におけるモブキャラや効果音などを担当。
ビスキュイ
褐色猫耳でサイキック・ヨガ使いの無神論者シスター暗殺者

## 書誌情報
- カヅホ 『キルミーベイベー』 芳文社〈まんがタイムKRコミックス〉、既刊15巻（2024年9月27日現在）[7]
  1. 2009年2月11日発行（1月27日発売）、ISBN 978-4-8322-7773-1
  2. 2010年2月11日発行（1月27日発売）、ISBN 978-4-8322-7883-7
  3. 2011年3月13日発行（2月26日発売）、ISBN 978-4-8322-8000-7
  4. 2012年2月11日発行（1月27日発売）、ISBN 978-4-8322-4105-3
  5. 2013年4月11日発行（3月27日発売）、ISBN 978-4-8322-4277-7
  6. 2014年4月11日発行（3月27日発売）、ISBN 978-4-8322-4418-4
  7. 2015年5月12日発行（4月27日発売）、ISBN 978-4-8322-4558-7
  8. 2016年7月12日発行（6月27日発売）、ISBN 978-4-8322-4707-9
  9. 2017年11月11日発行（10月27日発売）、ISBN 978-4-8322-4884-7
  10. 2018年12月12日発行（11月27日発売）、ISBN 978-4-8322-4994-3
  11. 2020年2月11日発行（1月27日発売）、ISBN 978-4-8322-7152-4
  12. 2021年4月10日発行（3月26日発売）、ISBN 978-4-8322-7261-3
  13. 2022年8月11日発行（7月27日発売）、ISBN 978-4-8322-7380-1
  14. 2023年7月12日発行（6月27日発売）、ISBN 978-4-8322-7465-5
  15. 2024年10月12日発行（9月27日発売）、ISBN 978-4-8322-9573-5
- 『Baby, please kill me. 「キルミーベイベー」ファンブック＆アンソロジーコミック』 2012年4月11日発行（3月27日発売）[7]、ISBN 978-4-8322-4135-0
  - 作者の自宅紹介や製作現場などファンブック、アンソロジーコミックの2部仕様。

## テレビアニメ
| 原作                 | カヅホ （芳文社「まんがタイムきららキャラット」連載）                |
| 監督                 | 山川吉樹                                                             |
| シリーズ構成         | 白根秀樹                                                             |
| キャラクターデザイン | 長谷川眞也                                                           |
| 美術監督             | 丹伊田輝彦                                                           |
| 色彩設計             | 日野亜朱佳                                                           |
| 撮影監督             | 黒澤豊                                                               |
| 編集                 | 西山茂                                                               |
| 音響監督             | 明田川仁                                                             |
| 音楽                 | EXPO（山口優、松前公高）                                             |
| 音楽プロデューサー   | 中村伸一                                                             |
| 音楽制作             | ポニーキャニオン                                                     |
| プロデューサー       | 田中潤一郎、中村伸一、小林宏之 松倉友二、相田武一郎                  |
| アニメーション制作   | J.C.STAFF                                                            |
| 製作協力             | ポニーキャニオン、芳文社、J.C.STAFF ポニーキャニオンエンタープライズ |
| 製作                 | TBS、キルミーベイベー製作委員会                                      |

2012年1月から3月までTBS、毎日放送（MBSテレビ）、中部日本放送（現・CBCテレビ）、BS-TBSにて全13話が放送された。「まんがタイムきららキャラット」連載作品のアニメ化は『Aチャンネル』に続き4作目である。
制作会社が同じ『探偵オペラ ミルキィホームズ』とのコラボレーションとして、 2011年12月2日から同年12月4日まで、限りなく公式HPに近いサイトのトップページが『ミルキィベイベー』として乗っ取られていた。
本放送当時のTBS・MBS・CBCでは字幕放送が実施され、やすなの台詞が黄色、ソーニャの台詞が水色、あぎりの台詞が緑色、その他のキャラクターの台詞が白色でそれぞれ表記されていた。

### 製作
シリーズ構成の白根秀樹をはじめ、2011年1月から3月まで放送された『夢喰いメリー』のメインスタッフが多く名を連ね、アニメーション制作も同じくJ.C.STAFFが担当している。
全編通して話数表記は「キルその○」で統一し、サブタイトルは「犬」や「忍」などのストーリーに収録されているエピソードの題材を繋げた文章となっている（いずれも最終話を除く）。
本編と次回予告のナレーション、およびモブキャラクターはチョーと新井里美が担当しており、エンディングではエトセトラボーイ（チョー）、エトセトラガール（新井）とクレジットされている。ちなみに本作に出演した声優は、全編を通じて6人だけである。
アニメ化の企画は以前にも立っていたが、その当時は流れてしまったため、今回の企画に対して当初カヅホは疑っていた。しかし、企画が通った後はスタッフの要請に応じて会議に出たり台詞への意見を出すなど、積極的に参加している。
2013年10月16日に発売されたアルバム「キルミーベイベー・スーパー」には、新作のオリジナルアニメDVD「ぶつぞうけがってにせはろうぃーん（オムニバス形式で8本のショートストーリーを収録）」が同梱された。スタッフ・担当声優はテレビアニメと同一だが、絵柄はより原作に近いタッチに変更された。端役は新井里美が1人で担当しているほか、没キャラは登場しない。
2013年12月4日にはBD-BOXが発売された。

### 評価
テレビ放送終了後に発売されたBD/DVDの売上は芳しいものではなかった（BD第1巻の初週販売数は686枚）が、コアなファンによるネット上でのアピールや公式Twitterアカウントのマメなリプライなど地道な活動が実を結び、Twitterのフォロワーは放送終了後の約2年で3倍になり、ベストアルバムやBD-BOXの売り上げは好調に推移した（BD-BOXの初動は4055個）。これについてプロデューサーは「ファンに恵まれたの一言。彼らが育ててくれた作品です」とコメントしている。
2015年にはあぎり役を演じていた高部あいが不祥事で芸能界を引退したこともあり、その後は大きな動きの無い状態が長く続いていたが、2016年7月にはAmazonビデオで再配信が開始されたほか、2017年12月18日には後述のスマートフォンゲーム『きららファンタジア』への追加参戦が決定したうえ、2018年1月18日には正式参戦やあぎり役の新たな声優が篠田みなみに決定した。
上述の動きから、ファンによる歓喜とテレビアニメ第2期の期待のコメントが挙がっていることがねとらぼやアニメ！アニメ！によって報じられている。2020年には、インターネット上の「鬼滅の刃」の文字を「キルミーベイベー」に置き換える「キルミーベイベー社会現象化JavaScript」が、ファンによって開発された。
2021年2月11日から同年2月23日まで、ボークス秋葉原ホビー天国にて本作のポップアップストアが開催された。

### 主題歌
オープニングテーマ「キルミーのベイベー!」
作詞 - 藤本功一 / 作曲・編曲 - EXPO（山口優･松前公高） / 歌 - やすなとソーニャ（赤﨑千夏、田村睦心）
ギターに今堀恒雄、ドラムに佐野康夫（共にUnbeltipoのメンバー）が参加。EXPOとは京浜兄弟社で旧知の関係である。
エンディングテーマ「ふたりのきもちのほんとのひみつ」
作詞 - 藤本功一、松前公高 / 作曲 - 松前公高 / 編曲 - EXPO / 歌 - やすなとソーニャ（赤﨑千夏、田村睦心）
エンディングでは、単行本第1巻表紙カバー下に掲載されている「キルミーダンス」がアニメ化された。

### 各話リスト
| 話数       | サブタイトル                     | 脚本     | 絵コンテ   | 演出                | 作画監督                 | 総作画監督 |
| ---------- | -------------------------------- | -------- | ---------- | ------------------- | ------------------------ | ---------- |
| キルその1  | いぬをしのびてさくらさく         | 白根秀樹 | 山川吉樹   | 神保昌登            | 長谷川眞也               | -          |
| キルその2  | わざぬんちゃくでくまふうせん     | 木村暢   | 山川吉樹   | 高島大輔            | 島村秀一                 | 長谷川眞也 |
| キルその3  | えすぱのろえばあめずもう         | 白根秀樹 | 山川吉樹   | 青井小夜            | 熊谷勝弘                 | 長谷川眞也 |
| キルその4  | あいするすいかよがしかく         | 久尾歩   | 山川吉樹   | 羽多野浩平          | 安藤正浩                 | 長谷川眞也 |
| キルその5  | むしをまつりてうみにんぎょう     | 馬場絵麻 | 二瓶勇一   | 鈴木健太郎          | 斎藤敦史                 | 長谷川眞也 |
| キルその6  | へそからくりでてるごおり         | 木村暢   | 山川吉樹   | 羽多野浩平          | 福世孝明 小野沢雅子      | 安藤正浩   |
| キルその7  | ぶんかおてだまできばせん         | 白根秀樹 | 山川吉樹   | 櫻井親良            | 大木良一                 | 長谷川眞也 |
| キルその8  | はまりかなでりつきささり         | 木村暢   | 羽多野浩平 | 羽多野浩平          | 安藤正浩                 | -          |
| キルその9  | つりつちのこしわすれえだ         | 久尾歩   | 岩瀧智     | 羽多野浩平          | 古澤貴文 福世孝明        | -          |
| キルその10 | さんたつららてゆきだるむ         | 久尾歩   | 二瓶勇一   | 吉田りさこ          | 熊谷勝弘 橋口隼人 舘崎大 | 長谷川眞也 |
| キルその11 | ふろたこもちてはつゆめし         | 白根秀樹 | 山川吉樹   | 羽多野浩平          | 古澤貴文 福世孝明        | 安藤正浩   |
| キルその12 | ちょこがねむけてけがしっぷ       | 木村暢   | 山川吉樹   | 神保昌登            | 佐々木貴宏               | 長谷川眞也 |
| キルその13 | きるがみーしてべいべする         | 白根秀樹 | 山川吉樹   | 山川吉樹            | 大木良一                 | 長谷川眞也 |
| OVA        | ぶつぞうけがってにせはろうぃーん |          | 山川吉樹   | 山川吉樹 鈴木健太郎 |                          |            |

### 放送局
| 放送地域   | 放送局       | 放送期間                | 放送日時                     | 放送系列 | 備考                |
| ---------- | ------------ | ----------------------- | ---------------------------- | -------- | ------------------- |
| 関東広域圏 | TBSテレビ    | 2012年1月6日 - 3月30日  | 金曜 1:25 - 1:55（木曜深夜） | TBS系列  | 製作局              |
| 近畿広域圏 | 毎日放送     | 2012年1月17日 - 4月3日  | 火曜 2:50 - 3:20（月曜深夜） | TBS系列  | 4月3日は2話連続放送 |
| 中京広域圏 | 中部日本放送 | 2012年1月20日 - 4月13日 | 金曜 2:00 - 2:30（木曜深夜） | TBS系列  |                     |
| 日本全域   | BS-TBS       | 2012年2月5日 - 4月29日  | 日曜 1:00 - 1:30（土曜深夜） | BS放送   |                     |

### WEBラジオ
『キルミーベイベー 殺し屋ラジオ』は、2011年12月9日から2012年4月27日までHiBiKi Radio Stationで配信されていたラジオ番組。毎週金曜日での定期配信が終了した後、2013年10月15日には『キルミーベイベー 殺し屋ラジオ 復活スペシャル』がニコニコ生放送とHiBiKi Radio Stationにて配信された。
パーソナリティ
- 赤﨑千夏（折部やすな役）
- 田村睦心（ソーニャ役）

ゲスト
- 三森すずこ（第4回。『探偵オペラ ミルキィホームズ』シャーロック・シェリンフォード役）
- 徳井青空（第4回。『探偵オペラ ミルキィホームズ』譲崎ネロ役）
- 佐々木未来（第4回。『探偵オペラ ミルキィホームズ』エルキュール・バートン役）
- 橘田いずみ（第4回。『探偵オペラ ミルキィホームズ』コーデリア・グラウカ役）
- 高部あい（第15回。呉織あぎり 役）

ラジオCD
- キルミーベイベー殺し屋ラジオCDスペシャルその1　2012年2月24日発売　PCCG.01242
- キルミーベイベー殺し屋ラジオCDスペシャルその2　2012年3月21日発売　PCCG.01243
- キルミーベイベー殺し屋ラジオCDスペシャルその3　2012年5月25日発売　PCCG.01244

### CD

#### テレビアニメ (CD)
オープニングテーマ/エンディングテーマ「キルミーのベイベー!/ふたりのきもちのほんとのひみつ」
2012年1月18日発売。 PCCG-01231（起）,01232（承）,01233（転）
キルミーのベイベー!
作詞 - 藤本功一 / 作曲・編曲 - EXPO / 歌 - やすなとソーニャ（赤﨑千夏、田村睦心）
ふたりのきもちのほんとのひみつ
作詞 - 藤本功一、松前公高 / 作曲 - 松前公高 / 編曲 - EXPO / 歌 - やすなとソーニャ（赤﨑千夏、田村睦心）
「起」「承」「転」の3バージョンが同時発売された。主題歌をアレンジしたカップリング曲、ボーナストラック（CM風ショートコント）がそれぞれ異なるほか、バージョンによって異なるジャケットイラスト（カヅホによる描き下ろし）をコンプリートすると4コマ漫画になる（オチの「結」ジャケットは「転」に封入）。2012年1月30日付のオリコンウィークリーチャートで13位を獲得した。
劇中音楽集「Music From "Kill Me Baby"」
2012年4月27日発売。 PCCG-01271
音楽 - EXPO
キルミーベイベー・スーパー
2013年10月16日発売。 PCCG-01372
OP・EDや下述のキャラクターソングなどを収録。オリジナルアニメDVD付き。
2013年10月28日付のオリコン週間アルバムランキングで初登場9位を獲得した。

#### キャラクターソング
【やすな】盤
2012年2月15日発売。 PCCG-01239
HOW TO ENJOY
作詞 - はかせ (IOSYS) / 作曲・編曲 - 松前公高 / 歌 - やすな（赤﨑千夏）
今日も二人で
作詞 - はかせ (IOSYS) / 作曲 - 山口優 / 編曲 - 山口優・谷口尚久 / 歌 - やすな（赤﨑千夏）
【ソーニャ】盤
2012年2月15日発売。 PCCG-01240
Wanted! OBAKA dead or alive
作詞 - 七条レタス (IOSYS) / 作曲・編曲 - 永田太郎 / 歌 - ソーニャ（田村睦心）
焼きそばパン
作詞 - はかせ (IOSYS) / 作曲・編曲 - 山口優 / 歌 - ソーニャ（田村睦心）
【あぎり】盤
2012年2月15日発売。 PCCG-01241
ティーンエイジ・ハイスクール・ニンジャ・ガール
作詞・作曲・編曲 - 松前公高 / 歌 - あぎり（高部あい）
空き地と野良猫
作詞 - はかせ (IOSYS) / 作曲・編曲 - 片岡知子 / 歌 - あぎり（高部あい）

### アプリケーション
- キルミーベイベーシェイクユー（2011年12月28日、ポニーキャニオン）[19]
- キルミーベイベーアラームクロック（2012年2月9日、TBSテレビ）[20]

## ゲーム
きららファンタジア
ドリコムによるスマートフォン向けアプリゲーム。2017年12月18日に追加参戦、2018年1月19日に正式参戦。
「まんがタイムきららシリーズ」のキャラクターが多数登場し、本作からも複数名のキャラクターが登場する。前述のように、あぎりの声は篠田みなみが担当。

## タイアップ
叡山電鉄
コミックス第14巻発売を記念して2023年7月8日から10月29日まで、本作のヘッドマークを掲出したデオ720形電車の運行、コラボポスターの掲出などのイベントが実施された。